# Ludwig I. (Bayern)

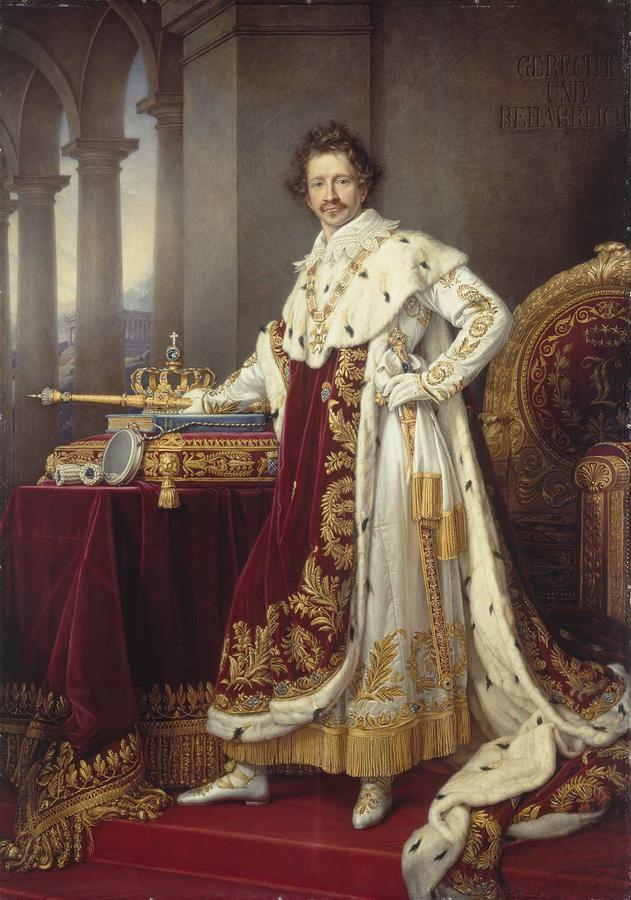
Ludwig I., König von Bayern, Gemälde von Joseph Karl Stieler, 1826, Darstellung im Krönungsornat (mit der Collane des Hubertusordens). Rechts oben das Motto Gerecht und beharrlich. Ludwigs Unterschrift:

Ludwig I. (* 25. August 1786 in Straßburg; † 29. Februar 1868 in Nizza) aus dem Haus Wittelsbach war von 1825 bis 1848 König von Bayern. Er folgte seinem Vater Maximilian I. nach dessen Tod im Jahre 1825 auf den bayerischen Thron und dankte im Revolutionsjahr 1848 nach seiner Affäre mit der Tänzerin Lola Montez zugunsten seines Sohnes Maximilian II. ab.
Seine Hochzeit als Kronprinz im Jahr 1810 mit der Prinzessin Therese von Sachsen-Hildburghausen begründete das Oktoberfest. In seiner Regierungszeit fiel die Hinwendung Bayerns zu Griechenland sowie die Errichtung zahlreicher Kunstsammlungen und Monumentalbauten wie der Glyptothek, der Pinakothek und der Walhalla durch seine Hofarchitekten Leo von Klenze, Friedrich von Gärtner und August von Voit. Die erste Eisenbahnlinie in Deutschland von Nürnberg nach Fürth, die im Dezember 1835 eröffnet wurde, trägt seinen Namen, ebenso der Ludwig-Donau-Main-Kanal. Auf die Freiheitsbewegungen des Hambacher Festes 1832 in seinem Königreich reagierte Ludwig I. wie andere deutsche Herrscher mit einer Verschärfung der Pressezensur.

## Herkunft und frühe Jahre

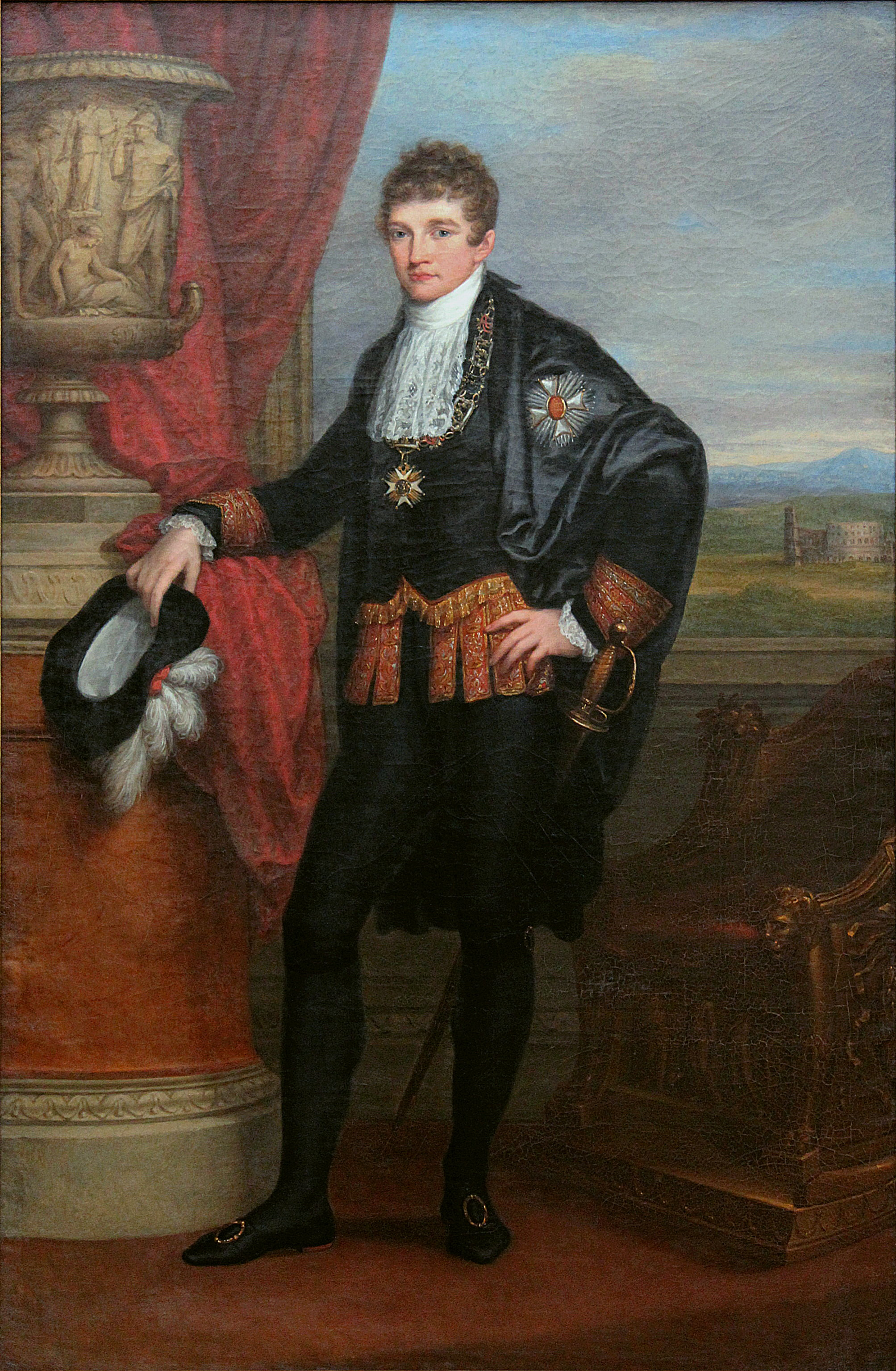
Ludwig I. als Kronprinz, Gemälde von A. Kauffmann (1807)

Der als Ludwig Karl August getaufte Ludwig I. kam als Sohn von Prinz Max Joseph aus dem Haus Pfalz-Birkenfeld, dem späteren König Maximilian I. Joseph, und der Prinzessin Auguste Wilhelmine Maria von Hessen-Darmstadt in Straßburg zur Welt. Hier war sein Vater als Kommandeur eines Regiments und später als Oberst der französischen Armee stationiert. Sein Taufpate war König Ludwig XVI. von Frankreich. Den weiteren Namen Karl August erhielt er nach seinem Onkel Karl II. August, der damals mit Pfalz-Zweibrücken die Domäne seiner Familie regierte. Ludwig war wiederum der Onkel der Prinzessin Elisabeth in Bayern, der späteren Kaiserin von Österreich sowie Königin von Ungarn. Seine Schwester war Karoline Auguste von Bayern, die spätere Kaiserin von Österreich.
Ludwigs Kindheit und Jugendzeit wurden von politischer Instabilität (Französische Revolution, Koalitionskriege) und Flucht bestimmt. Während der Französischen Revolution floh die Familie im August 1789 nach Mannheim. Nach dem Beschuss Mannheims durch die Franzosen am Weihnachtsfest des Jahres 1794 flüchtete die Familie erneut, zunächst nach Schwetzingen, dann nach Rohrbach, wo Auguste Wilhelmine 1796 an Tuberkulose verstarb. Später zogen Vater und Sohn weiter nach Ansbach. Im Jahr 1799 wurde Max Joseph nach dem Tod des bayerischen Kurfürsten Karl Theodor dessen Nachfolger und Ludwig Kurprinz.
Ludwig I. erhielt zwischen 1793 und 1804/05 den Juristen Joseph von Kirschbaum zum Hofmeister, die religiöse Erziehung lag seit 1797 in den Händen des katholischen Priesters Joseph Anton Sambuga. Eine enge Beziehung hatte er zu der Erzieherin Louise Weyland, die ihn bis zu seinem siebten Lebensjahr umsorgt hatte.
Er studierte 1803 bei Nikolaus Thaddäus Gönner und Johann Michael Sailer an der Universität Landshut und bezog in der Stadtresidenz Landshut Quartier. Anschließend studierte Ludwig an der Universität Göttingen. Außer in Alter Geschichte bildete er sich vorwiegend in französischer, italienischer und spanischer Literatur, später erlernte er zudem die russische Sprache. Eine Italienreise in den Jahren 1804 bis 1805 schloss seine Ausbildung ab.

## Kronprinz

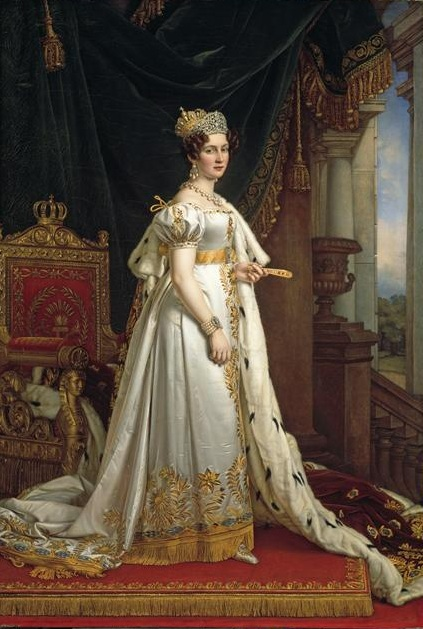
Die spätere Königin Therese von Bayern, Gemälde von J. Stieler (1826)

Mit der Erhebung Bayerns zum Königreich am 1. Januar 1806 wurde Kurprinz Ludwig zum bayerischen Kronprinzen.
Laut dem am 1. Oktober 1799 auf Schloss Gattschina bei St. Petersburg zwischen Kurpfalz-Bayern und Russland abgeschlossenen Allianz- und Heiratsvertrag sollte er als bayerischer Kronprinz die 1786 geborene Tochter Zar Pauls I., Großfürstin Katharina, heiraten. Das Heiratsprojekt stieß in den folgenden Jahren jedoch auf entschiedenen Widerspruch, insbesondere Napoleons, der zeitweise selbst eine Ehe mit
Katharina beabsichtigte. Auf dem Erfurter Fürstenkongress 1808 wurde der Plan schließlich gegen den Willen des Kronprinzen aufgegeben. Am 12. Oktober 1810 heiratete er daraufhin die evangelische Prinzessin Therese von Sachsen-Hildburghausen (Prinzenhochzeit). Das öffentliche Fest in Verbindung mit einem Pferderennen anlässlich der Heirat begründete die Tradition des Münchner Oktoberfestes. Der Veranstaltungsort wird nach der Prinzessin Theresienwiese genannt. 1811 wurde als erstes Kind der Thronfolger Maximilian geboren, der Ehe entstammten insgesamt neun Kinder. Der König bestand darauf, dass das erste Kind in München zur Welt kam, wo das Kronprinzenpaar damals nicht wohnte.
Nach der Ernennung des Kronprinzen zum Generalgouverneur des Inn- und des Salzachkreises 1810 residierte das Paar in Innsbruck und auf Schloss Mirabell in Salzburg. 1809 hatte Ludwig als Kommandeur einer Teilstreitmacht während des Tiroler Volksaufstandes eine versöhnliche Haltung eingenommen. Therese bevorzugte Salzburg, wo auch ihr Sohn Otto zur Welt kam. Kronprinz Ludwig versuchte im Januar 1816 in Mailand in direkten Gesprächen mit Kaiser Franz I. vergeblich größere Zugeständnisse für Bayern bei der Neuordnung der Territorien infolge des Wiener Kongresses zu erreichen. Nachdem der Kreis mit Salzburg 1816 daher mit dem Vertrag von München an Österreich gefallen war, bezogen Ludwig und Therese Residenz in Würzburg. Zeitweise lebten sie auch auf Schloss Johannisburg in Aschaffenburg. Den Sommer verbrachten die Eheleute in Bad Brückenau. Häufig nahm das als attraktiv geltende Kronprinzenpaar gemeinsam öffentliche Termine wahr. Zwischen 1816 und 1825 verbrachte er dann seine Kronprinzenjahre in Würzburg, wo mit dem späteren Prinzregenten Luitpold ein weiterer Sohn geboren wurde. (In Würzburg wurde nach Luitpold das Luitpoldkrankenhaus benannt.) Außerdem unternahm Ludwig zahlreiche Italienreisen und erwarb in Rom die Villa Malta.
Bereits auf dem Wiener Kongress 1815 verfocht Ludwig eine deutsch-nationale Politik. 1817 war Ludwig maßgeblich am Sturz des Ministers Montgelas beteiligt. Als sein Vater aus Wien zurückkam, legte er ihm einen Brief vor, in dem er die Entlassung des Ministers forderte. Dem Wunsch des Kronprinzen wurde am 2. Februar 1817 stattgegeben. Ludwig unterstützte als Philhellene großzügig den griechischen Freiheitskampf, wobei er im Befreiungskrieg 1821 ein Darlehen in Höhe von 1,5 Millionen Gulden zur Verfügung stellte. Nicht zuletzt aufgrund dieser Verdienste wurde später sein jugendlicher Sohn Otto auf der Londoner Konferenz im Mai 1832 von Großbritannien, Frankreich und Russland zum König von Griechenland bestimmt.

## König

### Thronbesteigung

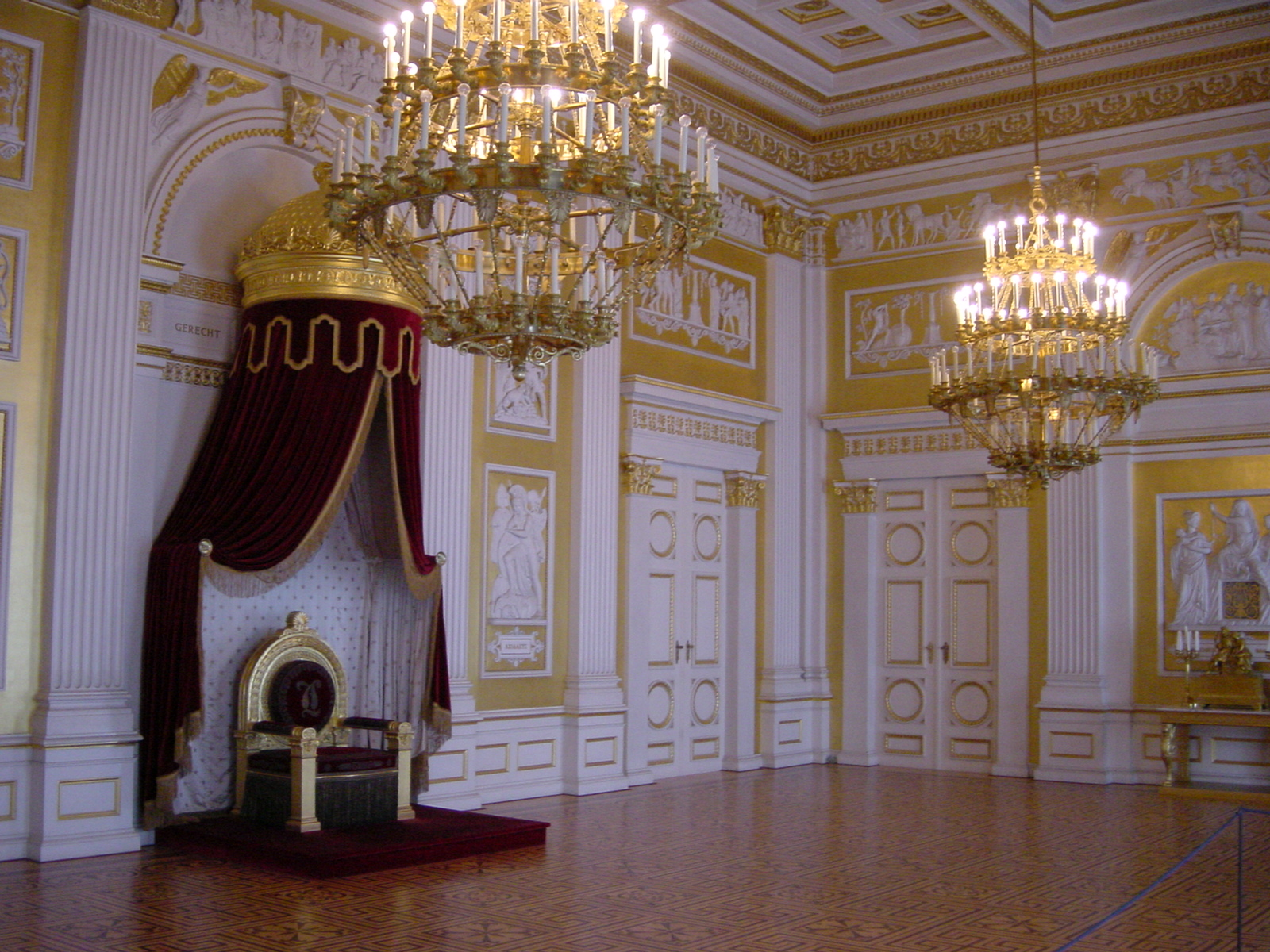
Der Thron Ludwigs I. in der Münchner Residenz

Im Sommer 1825 ließen Max Josephs körperliche Kräfte nach, dennoch starb der König unerwartet. Das Verhältnis zwischen Vater und Sohn war bis zuletzt nicht frei von Spannungen. Ludwig war jedoch lange auf sein Königtum vorbereitet worden. Nach dem Tod seines Vaters am 13. Oktober 1825 wurde Ludwig als bayerischer König inthronisiert. Die Thronbesteigung des als deutschtümlich aber liberal bekannten Kronprinzen wurde in Deutschland mit großen, zum Teil irrealen Hoffnungen verbunden.
Die heute allein verwendete Schreibweise des Landesnamens mit „y“ geht auf eine Anordnung von König Ludwig vom 20. Oktober 1825 zurück, mit der die vorher meist geltende Schreibweise „Baiern“ abgelöst wurde. Diese Anordnung des Königs und seine Vorschrift des „griechischen“ Ypsilons steht im Zusammenhang mit seinem Philhellenismus. Um die Eingliederung der neu zum bayerischen Territorium hinzugekommenen Gebiete zu fördern, änderte er dann 1837 seine Titulatur und nannte sich fortan „König von Bayern, Herzog von Franken, Herzog in Schwaben und Pfalzgraf bei Rhein“. Bei den Herzogstiteln und dem Pfalzgrafenamt handelt es sich aber um Wiederbelebungen mittelalterlicher Titel, da es diese Würden weder im neuzeitlichen bayerischen Staatsrecht noch im deutschen Bundesrecht gab, die jeweils nur den „König von Bayern“ kannten. Sie hatten jedoch alle eine lange Tradition, und keine von ihnen war vom Reichsdeputationshauptschluss von 1803 angetastet worden. An diese Titel knüpfte der König bewusst an und führte sie als Legitimation seiner Herrschaft über alle Landesteile. Ludwigs Titulatur ist also unter anderem auch als Ausdruck des romantisch historisierenden Regierungsverständnisses des Königs zu verstehen. Bei der von König Ludwig I. veranlassten Gebietsreform vom November 1837 erfolgte dann auch die Umbenennung aller staatlichen Kreise (wie die Bezirke damals noch genannt wurden) von den Flussnamen hin zu den historischen Namen, so wurde beispielsweise aus dem Isarkreis wieder Oberbayern. Bereits 1835 hatte Ludwig auch ein neues Staatswappen verordnet, das die Landesteile Bayerns widerspiegelte. Damit kam der König auch der regionalen Eigenständigkeit, besonders der Franken und Pfälzer, entgegen, so dass sich diese Änderungen bis heute erhalten haben.

### Politisches Wirken

Das Königreich Bayern (hellgrün) im Deutschen Bund (1815–1866)

Zu Beginn seiner Restaurationspolitik betrieb Ludwig eine gemäßigt liberale Politik, basierend auf der Verfassung von 1818. Eineinhalb Monate nach seinem Amtsantritt hob er die Pressezensur auf. 1826 ließ er die Ludwig-Maximilians-Universität aus Landshut nach München verlegen. Auf seine Initiative kam 1829 nach mehrjährigen Verhandlungen der Süddeutsche Zollverein zustande. 1834 trat Ludwig dann dem Deutschen Zollverein bei. Viele seiner Gesetzesentwürfe scheiterten jedoch am Widerstand des Landtags, so sein Versuch, Adelstitel nur noch auf den erstgeborenen Sohn vererben zu lassen. Ludwig sanierte den Staatshaushalt und sicherte die Finanzen des Königreiches durch Einsparungen in vielen Bereichen, auch beim Militäretat. Ludwig musste anders als sein Vater keine Kriege führen und schreckte auch nicht davor zurück, mit „Defensionsgeldern“ (dem Verteidigungsetat) Bauwerke wie das Odeon zu finanzieren, und rief dadurch Proteste hervor. Allerdings entstand unter seiner Regierung auch ein repräsentativer Bau für das Kriegsministerium in der Ludwigstraße. Das größte und teuerste Bauprojekt seiner Regierungszeit war allerdings der Neuaufbau der Landesfestung Ingolstadt. Um in manchen Bereichen freie Hand zu behalten, setzte Ludwig 1834 eine permanente Zivilliste durch, einen festen Posten im Staatshaushalt, über dessen Mittel er frei verfügen konnte.
Mit der Wiederbesiedlung von Kloster Metten im Jahre 1830, der bis 1837 dann 75 weitere Neugründungen folgten, begann der schon 1814 der Kirche wohlgesonnene Ludwig seine kirchliche Restaurationspolitik, nachdem die Kirche durch die harsche Säkularisation zuvor unter seinem Vater an Einfluss verloren hatte.
Lange nachdem Salzburg 1816 politisch von Bayern zu Österreich gekommen war, konnte sich König Ludwig dann die dortigen alten Forstrechte des Königreiches Bayern auf immer sichern; am 18. März 1829 wurde die Salinenkonvention vereinbart, in der der österreichische Kaiser dem Nachbarstaat neben einigen anderen Rechten auch die Rechte am Forst zugestand. „Die Saalforste gehören auf unwiderrufliche Zeiten zu Bayern“, heißt es im Staatsvertrag mit Österreich.
Nach der Julirevolution 1830 in Paris und der Ausbreitung der revolutionären Bewegung auf weite Teile Europas zeigte Ludwigs Politik in der Zeit des Vormärz zunehmend reaktionäre Tendenzen. Er führte die Zensur wieder ein und beseitigte die Pressefreiheit. Das Hambacher Fest 1832 in der Pfalz auf dem Hambacher Schloss bei Neustadt an der Weinstraße hatte seine Wurzeln in der Unzufriedenheit der pfälzischen Bevölkerung mit der bayerischen Verwaltung. Am 27. Mai 1832 gab es auf dem Gaibacher Fest am Verfassungstag kritische Worte gegen Ludwigs Regierung. Nach den Unruhen infolge des Hambacher Festes rückte Carl Philipp von Wrede als Oberbefehlshaber eines 8.000 Mann starken bayerischen Armeekorps in den bayerischen Rheinkreis ein. Im Zusammenhang mit den Unruhen vom Mai 1832 wurden 142 politische Prozesse eingeleitet. Die sieben Todesstrafen wandelte der König in langjährige Freiheitsstrafen um. In seiner gesamten Regierungszeit gab es etwa 1000 politische Prozesse. Ludwig verschärfte die Zensur und provozierte die Opposition der Bevölkerung.
Sein zweiter Sohn Otto wurde 1832 als Otto I. griechischer König. Das zweite Londoner Protokoll, das König Ludwig für den noch minderjährigen Otto am 7. Mai 1832 unterschrieb und das von der griechischen Nationalversammlung am 8. August 1832 einstimmig angenommen wurde, ernannte Otto zum König von Griechenland. Die Zivilverwaltung Griechenlands etablierte sich in der Folge unter der Leitung bayerischer Beamter. Schon ab 1833 leistete Bayern auch verstärkt Militärhilfe für Griechenland, dem griechischen König wurde General Karl Wilhelm von Heideck zur Seite gestellt. Der junge Otto musste seinen Vater in den darauffolgenden Jahren bis 1837 insgesamt drei Mal um hohe Kredite bitten. Diese wurden in der Folge niemals beglichen. Die Nicht-Rückzahlung der Darlehen belastete bis zur abschließenden Verhandlungslösung 1881 die griechisch-bayerischen Beziehungen.
Im Jahr 1838 war es zu Verstimmungen mit dem russischen Zaren Nikolaus I. gekommen, der sich wünschte, dass seine Tochter Olga mit dem bayerischen Thronfolger Maximilian vermählt werden sollte. Ludwig I. und die Königin sowie Maximilian selbst, der für Olga nach einem Treffen in Berlin nichts empfand, lehnten jedoch ab. 1844 plante der Zar eine Kur in Bad Kissingen und wünschte sich „keinerlei Sendungen“ durch den bayerischen Hof. Der abwesende Ludwig beauftragte seine Gemahlin, zunächst doch wenigstens ein durch sie unterzeichnetes „Komplimentenschreiben“ für Nikolaus aufzusetzen, verwarf diesen Plan aber wieder. Therese beriet sich in dieser Angelegenheit mit den Ministern Gise und Abel.
Unter Minister Karl von Abel verschlechterte sich dann das Verhältnis zwischen Katholiken und Protestanten. Am 14. August 1838 schrieb Ludwig gegen erheblichen Widerspruch mit dem „Kniebeugeerlass“ dem Militär wieder eine Kniebeuge vor dem Allerheiligsten bei Fronleichnamsprozessionen und Gottesdiensten vor. Diese Kniebeuge war bis 1803 im damals noch fast rein katholischen Bayern üblich gewesen, doch dann mit der Eingliederung protestantischer Gebiete abgeschafft worden. 1841 erwuchs aus der Beerdigung der protestantischen Königin Karoline von Baden, Ludwigs vom Volk verehrter Stiefmutter, ein Skandal. Der König nahm dann in der Folge eine mildere Haltung ein.
In der Rheinpfalz gründete er im selben Jahr das nach ihm benannte Ludwigshafen am Rhein. Sein Ziel, die 1803 an Baden verlorene rechtsrheinische Pfalz mit Mannheim und Heidelberg wiederzugewinnen, war nicht zu verwirklichen. Vielmehr kam nach dem Aussterben der Hauptlinie in Baden 1830 trotz der bayerischen Ansprüche eine Seitenlinie im gesamten Großherzogtum
an die Macht.
Im März 1844 gab es Unruhen nach einer Brotpreiserhöhung und folgender Bierpreiserhöhung bei der sogenannten Münchner Bierrevolution. Das herbeigerufene Militär verweigerte alle Befehle, gegen die Aufständischen vorzugehen, so dass der König nachgeben musste.
Im Jahre 1847 wurde in Bayern ein Ministerrat etabliert, doch reservierte sich König Ludwig selbst den Vorsitz; in seiner Abwesenheit saß der dienstälteste Minister den Sitzungen vor, wobei ansonsten der Minister des Äußeren, ab 1806 Minister des Königlichen Hauses und des Äußeren genannt, meist eine Vorrangstellung einnahm.

### Affäre um Lola Montez und Abdankung

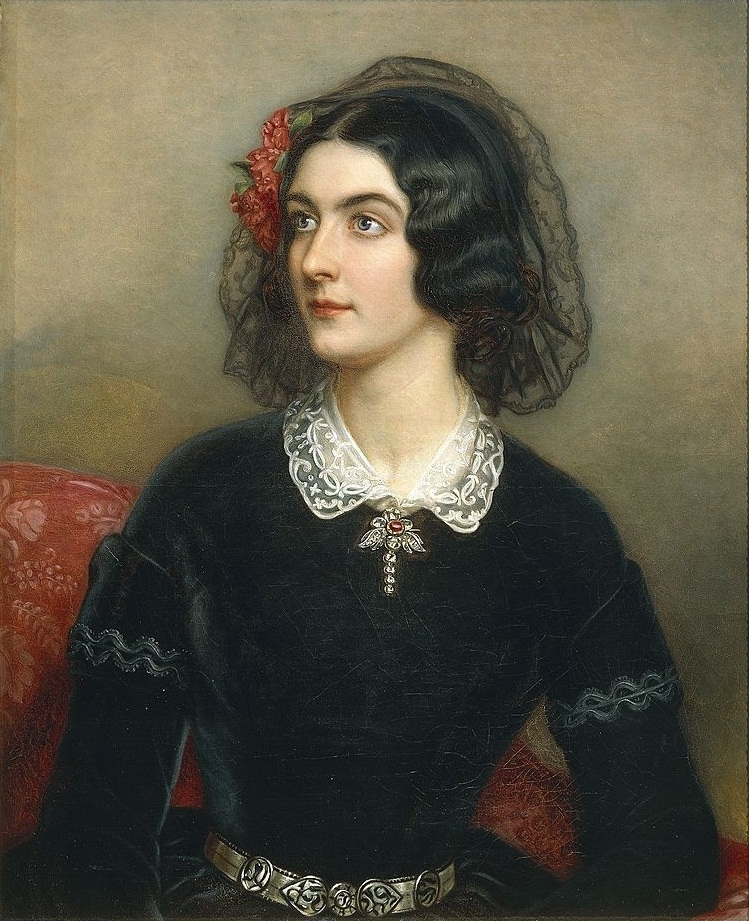
Die Tänzerin Lola Montez, Gemälde von J. Stieler, 1847

Im Jahre 1846 kam die irische Tänzerin Lola Montez nach München und wurde bald nach einer ihr gewährten Audienz zur Geliebten des Königs. Sie erhielt eine luxuriöse Villa in der Barer Straße in München, einen Adelstitel (Gräfin von Landsfeld) und finanzielle Unterstützung von Ludwig. Ihre Einbürgerung konnte er erst nach dem Rücktritt seines Ministers Karl von Abel durchsetzen.
Die Königin Therese reagierte auf das Verhältnis mit der „Spanierin“ angespannt und brachte Diplomaten in Verlegenheit, indem sie im Theater und an der Tafel, für die Öffentlichkeit gut sichtbar, ihrem Gemahl fernblieb. Die Verleihung des Theresienordens an die Mätresse lehnte sie strikt ab. Der König ärgerte sich über die „Kälte und Sprachlosigkeit“ der Königin, die auch die neuen Minister einschloss. Friedrich Wilhelm IV. von Preußen und seine Frau Elisabeth, Ludwigs Halbschwester, die dessen Benehmen „entsetzlich“ fand, nahmen Abstand von einer nach Bayern geplanten Reise, um dem König nicht begegnen zu müssen.
Montez, die vom König fast täglich besucht wurde, schrieb sich in eine genehmigte Studentenverbindung ein. Als es ihretwegen an der Universität zu Unruhen kam, ordnete der König am 9. Februar 1848 die sofortige Schließung der Universität an. Daraufhin kam es zu Protesten, auf Grund deren Ludwig die Universität am 10. Februar wieder öffnen und Montez ausweisen ließ. Am 11. Februar verließ die Tänzerin die Stadt.
Trotzdem folgte am 4. März 1848 der Sturm auf das Zeughaus, die Menge bewaffnete sich mit dem dort eingelagerten Kriegsgerät und zog in Richtung Residenz. Preissteigerungen erregten neben dem absolutistischen Gebaren des liebestrunkenen Monarchen zusätzlichen Unmut. Prinz Karl sorgte als Bruder des Königs und Generalfeldmarschall der bayerischen Armee durch sein Erscheinen für Ruhe und es kam zur friedlichen Auflösung, nachdem Freibier ausgeschenkt worden war. Daraufhin stellten sich seine Familie und die konservativen Kreise gegen Ludwig. Die Minister sympathisierten mit dem Volk. König Ludwig musste am 6. März die sogenannte Märzproklamation (die ihm regelrecht von seinem Minister Oettingen-Wallerstein als Reaktion auf die Unruhen und Demonstrationen diktiert worden war) mit erheblichen Zugeständnissen unterschreiben. In dieser Proklamation bekannte er, umgehend die Ständeversammlung einzuberufen und Reformen zu veranlassen, und noch am selben Tag wurde die Armee auf die Verfassung vereidigt. Ludwig berief den Bürgermeister von Regensburg Gottlieb von Thon-Dittmer zum Verwalter des Innenministeriums mit dem Auftrag, ein Märzministerium zu bilden und die in der Proklamation enthaltenen königlichen Zugeständnisse in Zusammenarbeit mit dem Landtag umzusetzen.
In Nürnberg und andernorts versammelten sich die Bürger, um die Reformankündigung mit Jubel zu feiern, die Krise schien beseitigt, denn die öffentliche Meinung stand nach den Zugeständnissen vom 6. März wieder hinter ihrem Monarchen. Ludwig I. kam daher nicht durch die Revolution zu Fall wie etwa Fürst Metternich oder Louis Philippe in Frankreich. Am 16. März 1848 folgten erneute Unruhen, denn Montez war nach der Verbannung wieder nach München gekommen. Ludwig musste sie am 17. März per Fahndungsaufruf polizeilich suchen lassen, was die für ihn schlimmste Demütigung war. Am 20. März 1848 dankte Ludwig I. zugunsten seines erstgeborenen Sohnes Maximilian II. freiwillig ab. Da er nicht den Anschein erwecken wollte, dass er zum Rücktritt gezwungen war, schrieb er einige Wochen später:

„Regieren konnte ich nicht mehr, und einen Unterschreiber abgeben wollte ich nicht. Nicht Sklave zu werden, wurde ich Freiherr.“

Es lag somit an Ludwigs Nachfolger, der revolutionären Stimmung in Bayern zu begegnen und die versprochenen Reformen zu gewähren. Durch die Märzproklamation band der Vater seinen Sohn an ein Programm, mit dessen Umsetzung er aus Bayern erst eine konstitutionelle Monarchie im eigentlichen Sinn machte. Man bezeichnet Ludwig I. deshalb als den letzten souverän regierenden Monarchen in Bayern.

### Bauherr

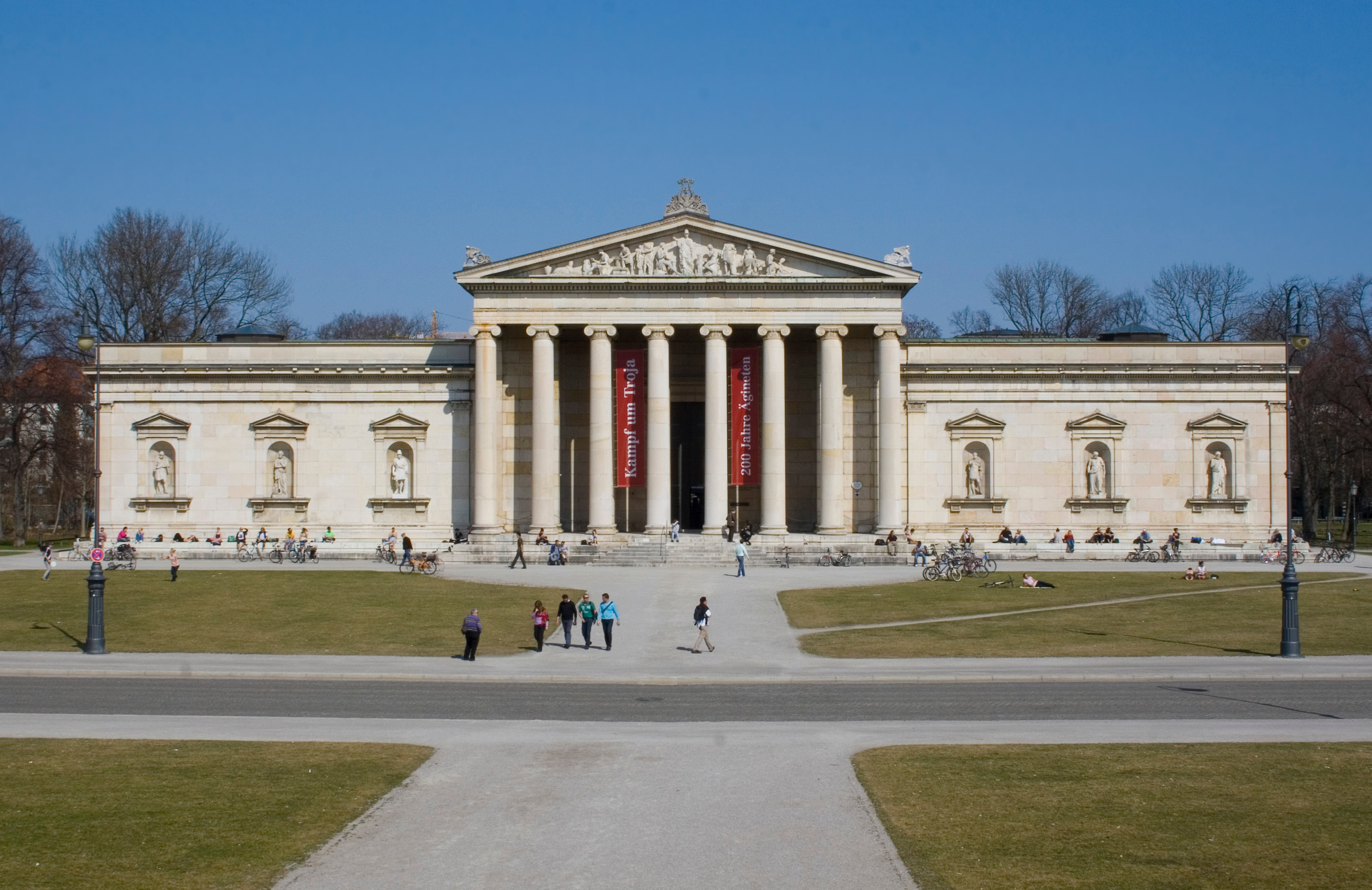
Die Glyptothek in München (2012)

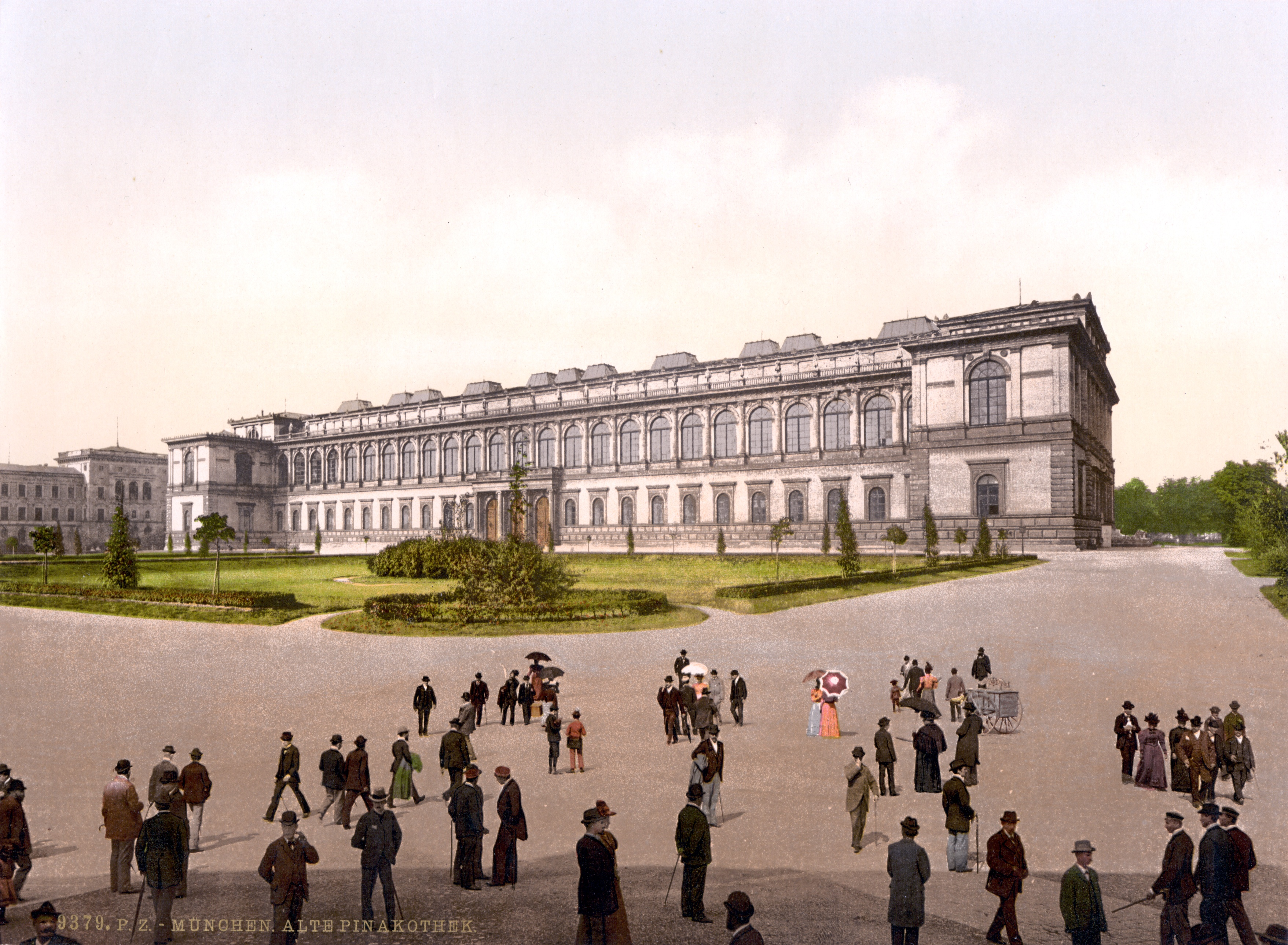
Die Pinakothek in München (ca. 1900)

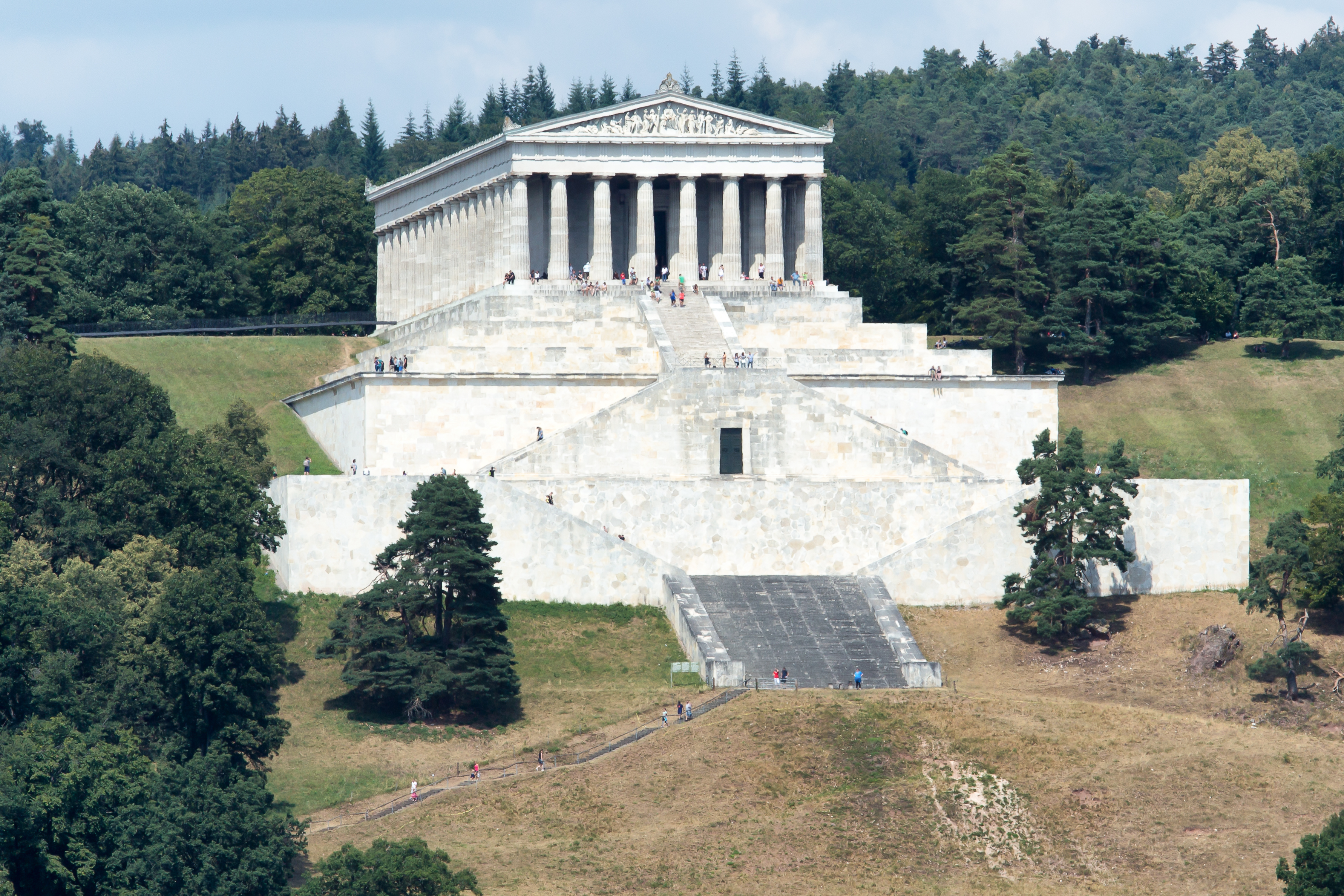
Die Walhalla in Donaustauf (2015)

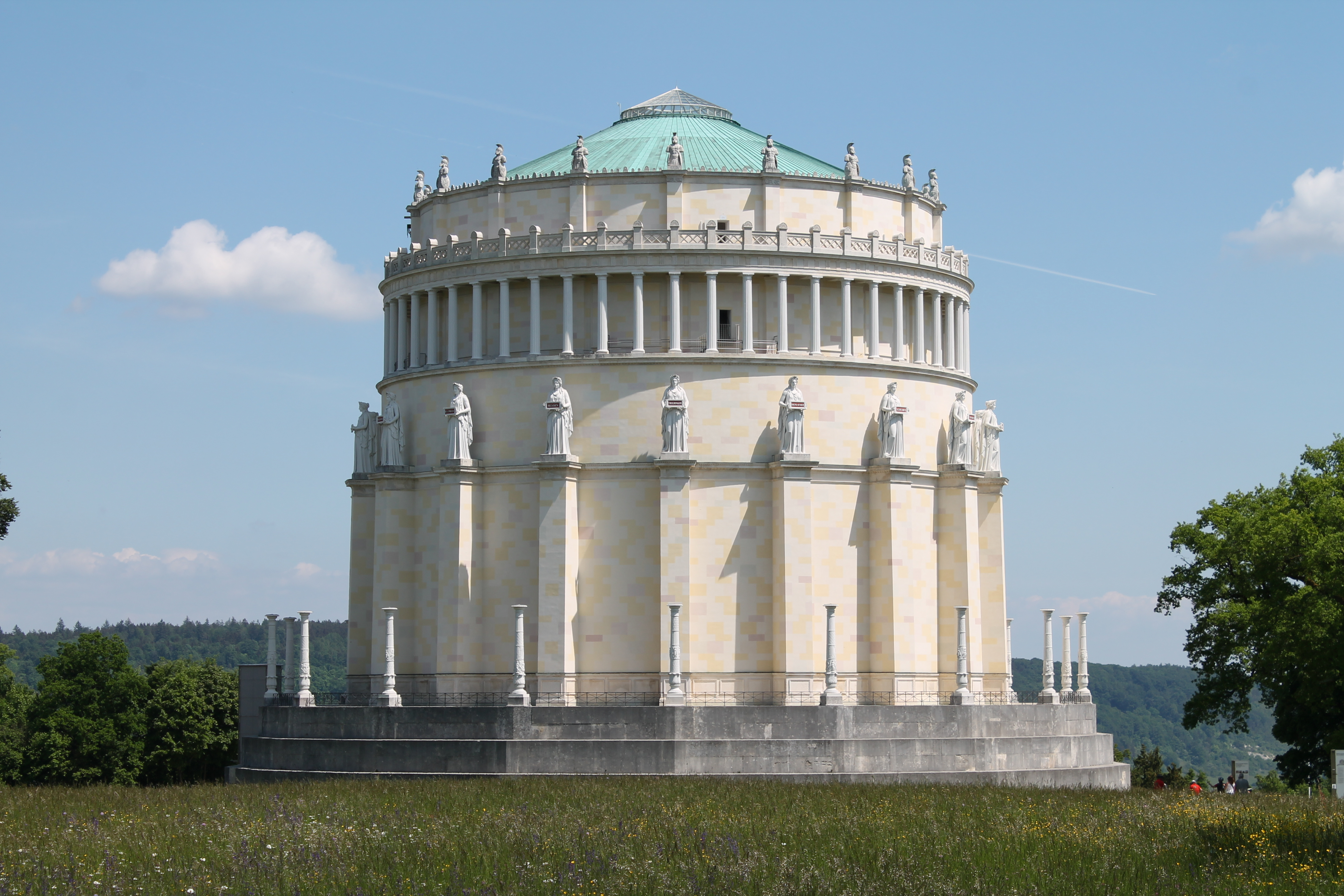
Die Befreiungshalle in Kelheim

Unter König Ludwig I. wurde München zu einer weithin beachteten Stadt der Kunst und der Neubauten. Ludwig begann mit seiner Tätigkeit als Bauherr schon als Kronprinz und blieb auch nach seiner Abdankung im Jahr 1848 als Bauherr tätig. Die von Ludwigs Vater Maximilian I. als Architekten favorisierten Karl von Fischer und Gustav Vorherr gerieten bereits zur Zeit von Ludwig als Kronprinz ins Abseits. Zu seinen wichtigsten Baumeister bestellte er bereits 1815 Leo von Klenze und später Friedrich von Gärtner, der 1827 kurz nach der Inthronisation von Ludwig 1827 erste Aufträge erhielt. Gärtner war es dann auch, der ab 1834 die von Ludwig initiierte radikale Purifizierung und Regotisierung des Regensburger Doms leitete.
Ludwig I. war – ganz dem Zeitgeist des Klassizismus und Neuhumanismus verpflichtet – ein glühender Verehrer des antiken Griechenlands (Philhellenismus). Das zeigte sich in der baulichen Umgestaltung von München, wo er viele noch heute wichtige und eindrucksvolle Bauwerke errichten ließ, darunter die Ludwigstraße mit der Universität, die aus Landshut nach München verlegt wurde. Weitere Bauten waren die Ludwigskirche, die Feldherrnhalle, das Siegestor, die Staatsbibliothek, der Königsplatz mit der Glyptothek, die Propyläen, die Antikensammlung, die Alte Pinakothek, die Ruhmeshalle und die Bavaria-Statue auf der Theresienwiese. Einige Bauprojekte in München musste der König gegen heftigen Widerstand in der Stadt durchsetzen, er drohte dem Rat der Stadt zeitweise sogar damit, die Residenz aus München nach Bamberg zu verlegen. Die Stadtväter wollten unter anderen eine Kürzung der Ludwigstraße durchsetzen, da ihrer Meinung nach München nicht in 100 Jahren bis zu 1 km über die damalige Stadtmauer hinaus wachsen werde. 1828 war der Streit der hochverschuldeten Stadt mit dem König anlässlich des Baus der Ludwigskirche dann noch weiter eskaliert.
Auch bei Landschaftsbauten war Ludwig als Bauherr tätig. Auf zwei ca. 30 km voneinander entfernten Bergrücken an der Donau bei Donaustauf und bei Kelheim ließ er die Walhalla und die Befreiungshalle errichten. Auf halber Strecke zwischen diesen beiden Bauwerken wurde mit seiner Unterstützung in Regensburg der Bau der beiden Türme des Regensburger Doms vollendet. Die Türme fungierten gleichzeitig als Landmarken und Wahrzeichen der Stadt und sind von der Walhalla aus gut erkennbar. Nachträglich ließ die Stadt Regensburg dem König als Dank für diese Baumaßnahmen 1902 ein Reiterstandbild auf dem Domplatz setzen. Das Denkmal bekam während der Zeit des Nationalsozialismus einen anderen Standort, steht aber seit 2010 wieder am alten Standort.
Ludwig war auch Bauherr des Pompejanums in Aschaffenburg. Außerdem wirkte er nicht nur im rechtsrheinischen Bayern, sondern auch in der Pfalz, die seit 1816 zu Bayern gehörte. Er ließ die klassizistische Villa Ludwigshöhe in Edenkoben und die Festung Germersheim bauen. Der Speyrer Dom wurde unter Ludwig im ursprünglichen Stil der Romanik purifiziert.
Das größte und teuerste Bauprojekt der Regierungszeit Ludwigs war der Neuaufbau der Landesfestung Ingolstadt. Ludwig nahm maßgeblich Einfluss auf die Wahl des Standorts Ingolstadt für die Festung und legte „allerhöchstpersönlich“ den Grundstein am 24. August 1828. Für die Ästhetik der Festungsbauten sorgte im Auftrag des Königs Leo von Klenze.
Ludwigs Interesse an der Thematik des Denkmalschutzes wird durch seinen Erlass von 1826 deutlich, der für das ganze Königreich Bayern Gültigkeit hatte. Für Städte wie z. B. Regensburg verzögerte dieser Erlass den Abriss der mittelalterlichen Stadtbefestigungsanlagen um ca. 50 Jahre. Für Dinkelsbühl verhinderte der Erlass den Abriss der mittelalterlichen Stadtmauer mit ihren Toren und Türmen völlig und trug auf diese Weise wesentlich zum heutigen Erscheinungsbild der Altstadt bei. Auch in München verhinderte Ludwig den Abriss der gotischen Stadttore und um den König nicht zu verärgern unterblieben auch in anderen Städten weitere Zerstörungen wie z. B. am mittelalterlichen Rathaus in Straubing.

### Förderer der Künste

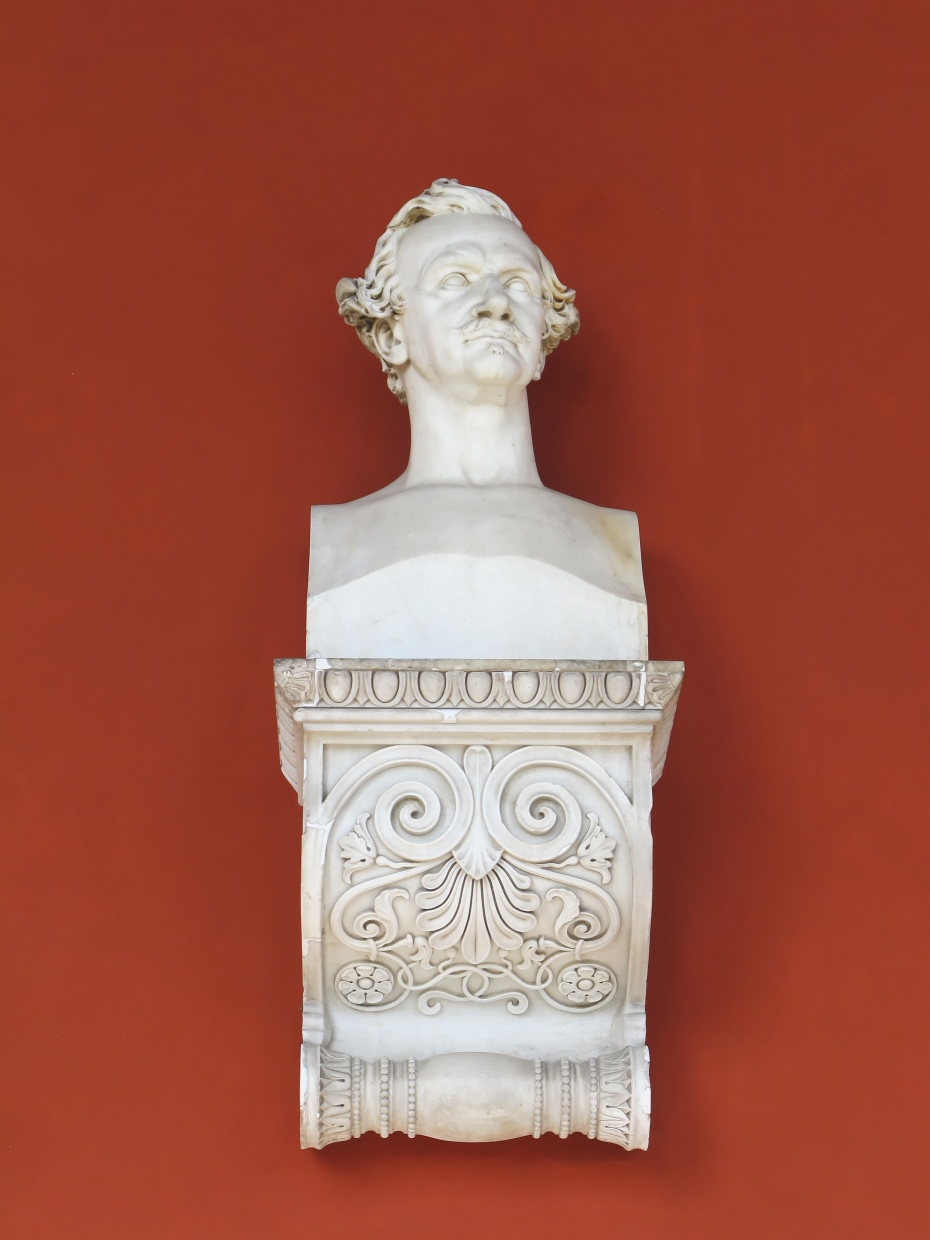
Die Büste Ludwigs I. in der Ruhmeshalle in München

Sein künstlerisches Erweckungserlebnis erlebte Ludwig nach eigener Aussage im Rahmen seiner Italienreise 1805 vor der Hebe-Skulptur des italienischen Bildhauers Antonio Canova in Venedig. Die von Max I. erworbene Venus und der von Ludwig erworbene Paris des Bildhauers wurden gemeinsam mit zahlreichen antiken Skulpturen in der von Ludwig begründeten Glyptothek aufgestellt. Ab 1809 entstand die private Gemäldesammlung Ludwigs, die später den Grundstock für die Neue Pinakothek bilden sollte. Künstlerisch förderte er später die Nazarener, die ihn bereits 1818 während eines Besuchs in Rom mit ihrer geplanten Erneuerung der Kunst beeindruckten. Durch den Nazarenermaler Johann von Schraudolph ließ König Ludwig zwischen 1846 und 1853 den Speyerer Dom ausmalen. Dieser stellte ihn auf dem dortigen Großfresko Die Steinigung des Stephanus als Saulus dar.
Schon 1819 sorgte er dafür, dass Peter von Cornelius an die Münchner Kunstakademie berufen wurde. Das Engagement des Königs wirkte sich stilbildend auf die Münchner Schule aus.
Als Vorbild in Sachen Kunst und Bau diente Ludwigs Vorgänger, der bayerische Kurfürst Max Emanuel. Ludwig ließ zwölf Gemälde zu den Napoleonischen Kriegen von Wilhelm von Kobell nach dem Vorbild von Franz Joachim Beichs Schlachtenzyklus im Viktoriensaal von Schloss Schleißheim erstellen, den Max Emanuel bei Beich beauftragt hatte. Neben dem Beichschen Schlösserzyklus in Schloss Nymphenburg inspirierte ihn vor allem die Schönheitengalerie von Pierre Gobert. Diese und andere Sammlungen des Genres führte Ludwig in seiner Schönheitengalerie fort, die er zwischen 1827 und 1850 von Joseph Karl Stieler erstellen ließ.
Als Dank für seine Förderung der Künste wurde Ludwig I. nach seiner Abdankung während der Feierlichkeiten bei der Enthüllung der Bavaria am 9. Oktober 1850 das König-Ludwig-Album überreicht. Es enthält Arbeiten zahlreicher Künstler, die in Reproduktionen weite Verbreitung fanden. Die Originale befinden sich dem Vermächtnis Ludwigs entsprechend als Leihgaben des Wittelsbacher Ausgleichsfonds in der Staatlichen Graphischen Sammlung München.

### Förderer der Wirtschaft

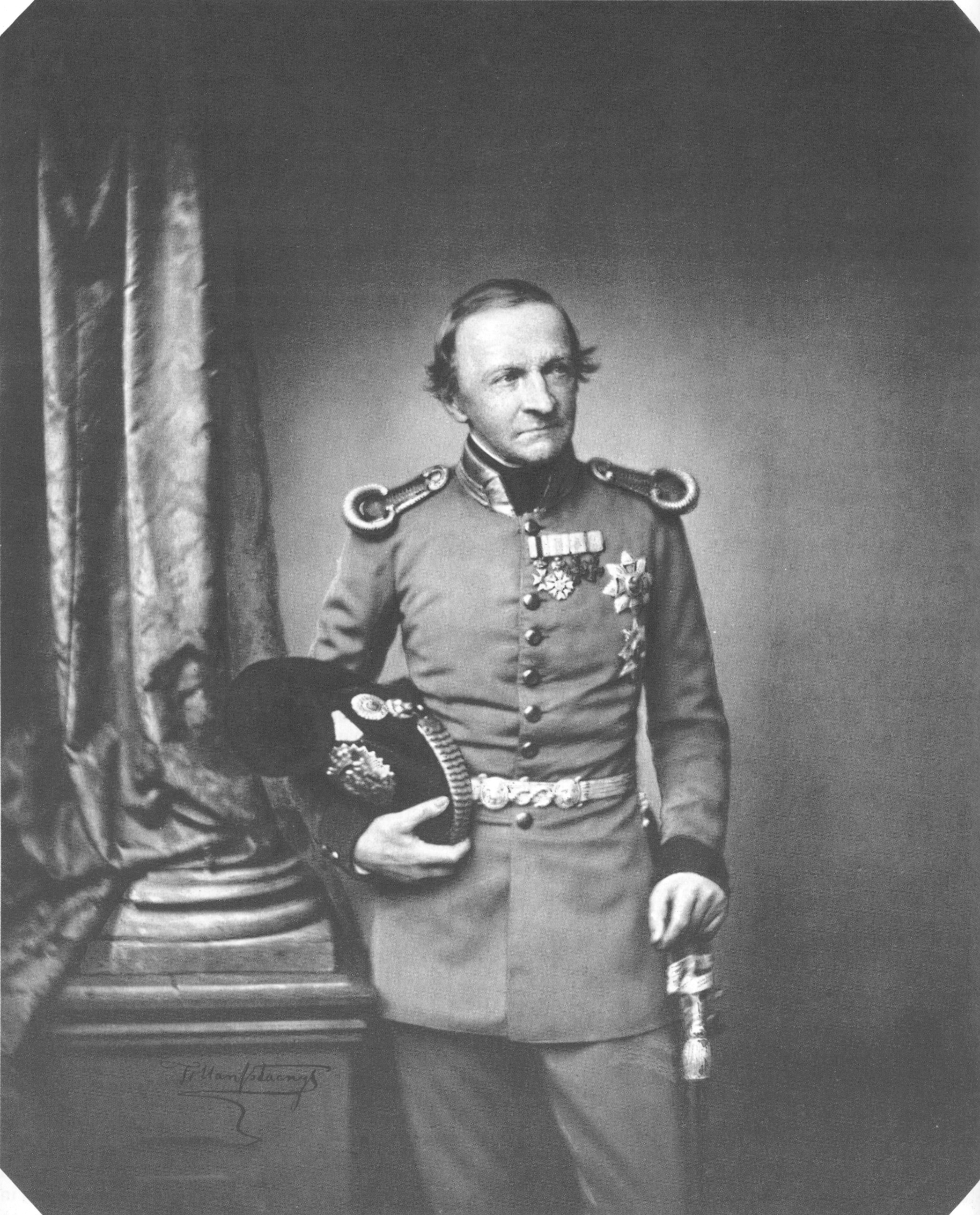
Ludwig I., Foto von Franz Hanfstaengl (ca. 1860)

Wirtschaft und Gesellschaft Bayerns blieben noch das ganze 19. Jahrhundert von der Landwirtschaft geprägt. Die Auswanderung nach Nordamerika nahm insbesondere in Franken und der Pfalz zu. Um 1840 hatte die bäuerliche Bevölkerung noch einen Anteil von über 65 Prozent. Die Industrie beschränkte sich auf die Zentren Augsburg und Nürnberg, Oberfranken und die Rheinpfalz. Ludwig selbst hegte große Vorbehalte gegen die Industrialisierung des Landes. Der Schwerpunkt von Ludwigs Wirtschaftspolitik lag daher auf Sicherungs- und Schutzmaßnahmen für die heimische Ökonomie. In der Zeit Ludwigs wurden auch erstmals regionale und landesweite Ausstellungen für Handwerk, Landwirtschaft und Industrie üblich.
Der König förderte auch den Eisenbahnbau in Bayern, der unter Ludwigs Herrschaft begann. Die erste deutsche Eisenbahn für Personenverkehr zwischen Nürnberg und Fürth, die Ludwigseisenbahn (1835), sowie die Eisenbahn zwischen Bexbach und Ludwigshafen am Rhein, die Pfälzische Ludwigsbahn, wurden nach ihm benannt. Ludwig ließ 1843 bis 1854 die Bahnstrecke Hof–Nürnberg–Augsburg–Kempten–Lindau (Ludwig-Süd-Nord-Bahn) bauen.
Er initiierte weiterhin den Ludwig-Donau-Main-Kanal, eine Verbindung zwischen Nordsee und Schwarzem Meer, den Vorgängerbau des heutigen Main-Donau-Kanals.
1836 begannen Friedrich von Gärtner und Joseph Daniel Ohlmüller im Auftrag Ludwigs I. mit dem Neubau der Alten Saline in Bad Reichenhall. Die 1851 fertiggestellten Anlagen gelten heute als Industriedenkmal von europäischem Rang. Bedeutsam war die Herrschaft Ludwigs insbesondere auch für Bad Kissingen, durch seine visionäre Stadtplanung begann der Aufstieg zu einem führenden Kurbad, indem sich bald der gesamte Hochadel Europas traf. Ebenso wurde das benachbarte Bad Brückenau gefördert, wo sich Ludwig oft aufhielt.
1843 entstand als Gegenpol zur badisch gewordenen Stadt Mannheim zu Ehren König Ludwigs I. Ludwigshafen als neuer bayerischer Rheinhafen. Am 18. Juli 1855 wurde dann auf dem Gelände der ehemaligen Gartenanlagen des Oggersheimer Schlosses mit dem Bau der Samtfabrik begonnen. Ein Jahr später legte der abgedankte König, Namensgeber Ludwigshafens und Grundstückseigentümer des Geländes, zusammen mit seiner Schwester, der österreichischen Kaiserwitwe Karoline Auguste, und mit seinen Töchtern Mathilde und Alexandra einen Eckstein für die neue Fabrik.

## Privatleben

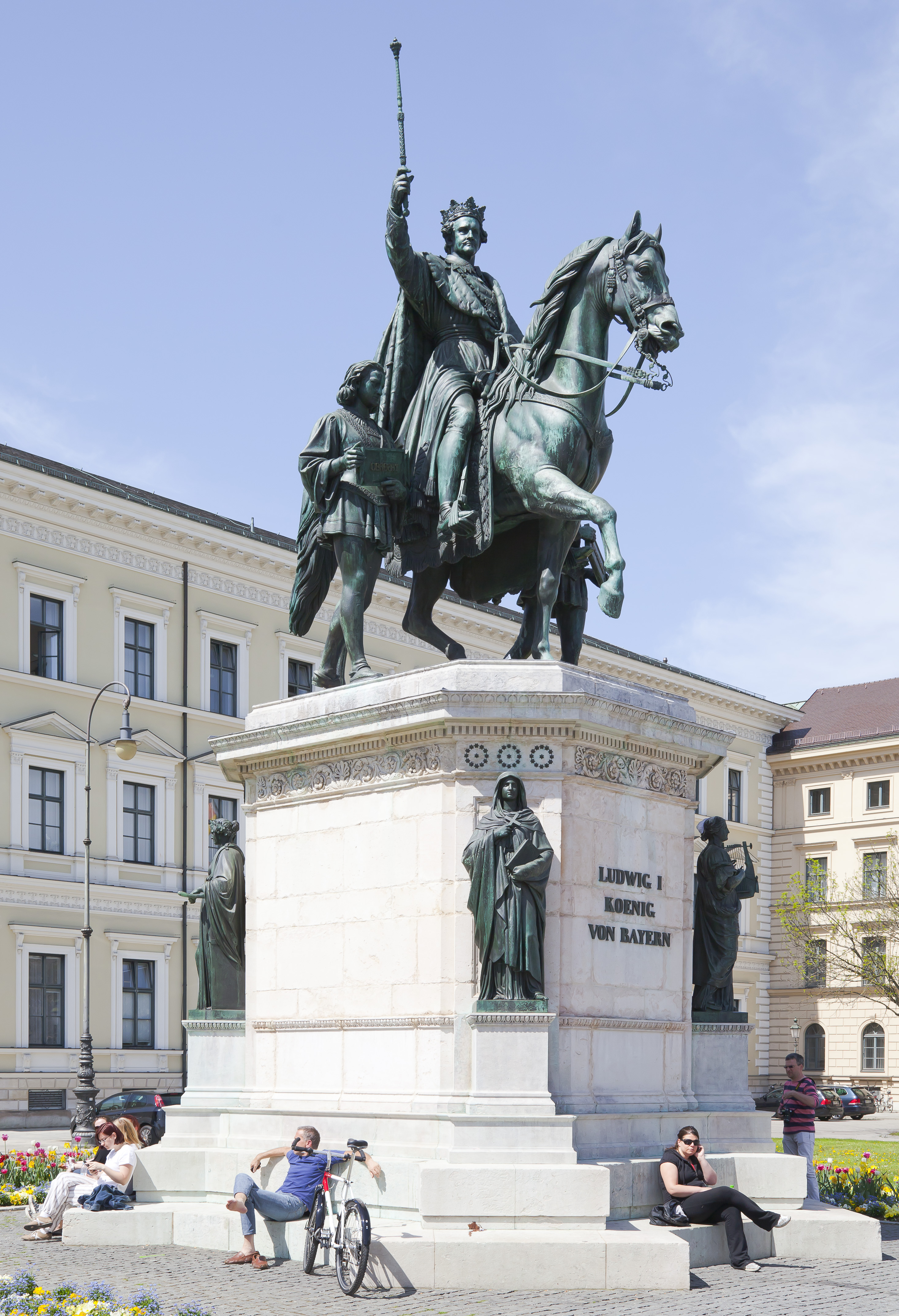
Ludwigsdenkmal München, errichtet 1862 von Max von Widnmann

Im Privatleben war Ludwig, trotz seiner königlichen Durchsetzungsfähigkeit, bescheiden und umgänglich und war wegen der sparsamen privaten Hofhaltung sogar für seine oft schäbige Kleidung bekannt. Auch die Königin litt unter dem Geiz ihres Gatten, der andererseits öffentlich als großer Mäzen auftrat und seine Mätressen fürstlich verwöhnte. Denn Ludwig hatte außer Lola Montez noch zahlreiche weitere außereheliche Affären und war einer der Liebhaber von Lady Jane Digby, einer aristokratischen englischen Abenteurerin. Eine weitere Affäre war die italienische Adlige Marianna Marquesa Florenzi.
Die Begegnung mit Franz Xaver Krenkl im Englischen Garten und die gelassene Reaktion Ludwigs wurde zu einer bekannten Anekdote.
Ludwig war von Geburt an schwerhörig und hatte ein Geburtsmal auf der Stirn, das oft in Porträts verborgen wurde. Er neigte zu Jähzorn und stotterte zuweilen. Ludwig hatte einen Hang zur Exzentrik; ein Ausdruck dafür war auch seine Dichtkunst, für die der König sogar von Heinrich Heine verspottet wurde. Nachdem Ludwig ihm die schon sicher geglaubte Professur nicht verliehen hatte, bedachte Heine den Monarchen später mit einer ganzen Reihe spöttischer Verse, etwa in Lobgesänge auf König Ludwig:

„Das ist Herr Ludwig von Bayerland.
Desgleichen gibt es wenig;
Das Volk der Bavaren verehrt in ihm
Den angestammelten König.“

Ironischerweise fügte Ludwigs Walhalla-Tempel schließlich 2009 Heines Büste seiner Sammlung hinzu. Noch viel negativer beurteilte Georg Büchner den König.

### Ludwig als Dichter
Der König verfasste zahlreiche Gedichte und besuchte am 28. August 1827 Johann Wolfgang von Goethe in Weimar, um ihm zum 78. Geburtstag den Verdienstorden der Bayerischen Krone zu überreichen. Ludwig I. begeisterte sich auch für die mittelalterliche Literatur und ihre künstlerische Umsetzung. Deshalb besuchte er 1833 das Schloss Runkelstein bei Bozen.
Ludwigs Gedichte erschienen zwischen 1829 und 1847 in vier Bänden. Außerdem veröffentlichte er 1843 zur Eröffnung der Ruhmeshalle Walhallas Genossen sowie 1866 das vielfach aufgeführte Lustspiel Rezept gegen Schwiegermütter. Letzteres übersetzte er aus dem Spanischen von Don Manuel Juan Diana, wie es ihm später auch Johannes Fastenrath nachtat. Ferner verfasste er zwischen 1808 und 1820 die drei historischen Schauspiele Otto, Teutschlands Errettung und Conradin, von denen aber keines für eine Aufführung vorgesehen war.

### Späte Jahre und Tod

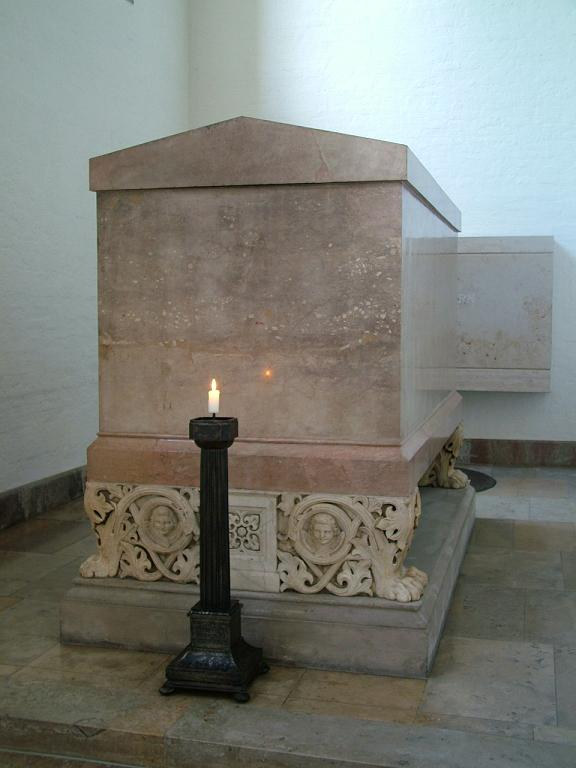
Grabstätte Ludwigs I. in der Abtei St. Bonifaz in München

Ludwig lebte noch 20 Jahre nach seiner Abdankung als Privatmann und förderte aus Privatmitteln weiterhin die Künste. Die Beziehung zu seinem Nachfolger war nicht frei von Spannungen, zumal Ludwig auch sein Bauprogramm nicht ganz aufgab.
Sein Alterssitz wurde das von ihm nicht geliebte Wittelsbacher Palais. Ludwig weilte ab 1852 alle zwei Jahre in den Sommermonaten Juli und August in der Villa Ludwigshöhe, wo er dann auch seinen Geburtstag feierte. Sein letzter Besuch der Villa datiert von 1866.
Im Jahre 1854 starb seine Frau Therese an der Cholera. Ludwig nahm an der Beisetzung seiner evangelischen Gemahlin nicht teil; Erzbischof Karl August von Reisach hatte die Abhaltung der Trauerfeierlichkeiten verweigert. Der Umgang der katholischen Kirche mit der Bestattung einer evangelischen Königin hatte bereits bei Königin Karoline im Eklat geendet, dem sich Ludwig vermutlich nicht erneut aussetzen wollte.
1867 besuchte er noch mit seinem Enkel König Ludwig II. die Pariser Weltausstellung. Ludwig I. starb am 29. Februar 1868 im Alter von 81 Jahren in Nizza in einer Villa, die er für den Winter gemietet hatte. Zuletzt hatte er mit körperlichen Gebrechen gekämpft, ohne seinen Tagesablauf zu ändern. Füße und Unterschenkel waren angeschwollen, er hatte Atembeschwerden und unruhige Nächte waren die Folge. Zwei Operationen an den Beinen bereiteten ihm leichte Linderung, doch es stand zunehmend ernst um ihn. Seine beiden ihn überlebenden Söhne Luitpold und Adalbert wurden telegraphisch nach Nizza gerufen, in deren Beisein er die letzte Ölung empfing und kurz darauf starb. Mit einem Sonderzug wurde der Leichnam nach München überführt. Er ist seinem Wunsch entsprechend in der Basilika St. Bonifaz in München beerdigt; inzwischen auch direkt seine Ehefrau. Sein Herz wurde getrennt bestattet und befindet sich in der Gnadenkapelle von Altötting.
Durch den Tod seines Großvaters konnte der junge König Ludwig II. dessen Apanage einbehalten, wodurch ihm umfangreiche finanzielle Mittel zur Verfügung standen.

## Nachkommen
König Ludwig heiratete am 12. Oktober 1810 in München die Prinzessin Therese von Sachsen-Hildburghausen (1792–1854), Tochter des Herzog Friedrich (seit 1826 Sachsen-Altenburg) und seiner Gattin Prinzessin Charlotte von Mecklenburg-Strelitz. Aus der Ehe gingen neun Kinder hervor:
- Maximilian II. (1811–1864) ⚭ 1842 Prinzessin Marie Friederike von Preußen (1825–1889)
- Mathilde Karoline von Bayern (1813–1862) ⚭ 1833 Großherzog Ludwig III. von Hessen und bei Rhein (1806–1877)
- Otto I. von Griechenland (1815–1867) ⚭ 1836 Herzogin Amalie von Oldenburg (1818–1875)
- Theodolinde Charlotte Luise (1816–1817)
- Luitpold, Prinzregent von Bayern (1821–1912) ⚭ 1844 Erzherzogin Auguste Ferdinande von Österreich-Toskana (1825–1864)
- Adelgunde Auguste Charlotte (1823–1914) ⚭ 1842 Erzherzog Franz V. von Österreich-Modena (1819–1875)
- Hildegard Louise Charlotte (1825–1864) ⚭ 1844 Erzherzog Albrecht von Österreich (1817–1895)
- Alexandra Amalie (1826–1875), Oberste Vorsteherin und Äbtissin der königlichen Damenstifte zur Heiligen Anna in München und Würzburg, Schriftstellerin
- Adalbert Wilhelm (1828–1875) ⚭ 1856 Infantin Amalia Felipe Pilar von Spanien (1834–1905)

Die Ehe mit Therese hielt Ludwig nicht davon ab, für andere Frauen zu schwärmen. So lernte er 1821 Marianna Marchesa Florenzi (1802–1870) in Rom kennen. Möglicherweise ist deren Sohn Ludovico († 1896), als dessen Vater Mariannas Gatte Ettore Marchese Florenzi auftrat, ein außerehelicher Spross des Wittelsbachers. Marianna und Ludwig trafen sich wenigstens 30 Mal, sie schrieb ihm rund 3000 Briefe, von ihm sind etwa 1500 Briefe an sie erhalten.
1831 war Jane Digby die Mätresse des Königs. Sie heiratete 1833 in München Karl Theodor von Venningen, genannt Ullner von Dieburg. Noch vor der Hochzeit wurde Sohn Heribert Ludwig von Venningen, genannt Ullner von Diepurg (1833–1885), geboren, der die heutige Hauptlinie der Herren von Venningen fortsetzte. Auch für ihn kommt Ludwig I. als Vater in Betracht.

## Vorfahren
|  |                                                                |  |  |  |  |  |  |  |  |  |  |  |  |
|  | Christian III. von Pfalz-Zweibrücken (1674–1735)               |  |  |  |  |  |  |  |  |  |  |  |  |
|  |                                                                |  |  |  |  |  |  |  |  |  |  |  |  |
|  |                                                                |  |  |  |  |  |  |  |  |  |  |  |  |
|  | Friedrich Michael von Pfalz-Birkenfeld-Bischweiler (1724–1767) |  |  |  |  |  |  |  |  |  |  |  |  |
|  |                                                                |  |  |  |  |  |  |  |  |  |  |  |  |
|  |                                                                |  |  |  |  |  |  |  |  |  |  |  |  |
|  | Karoline von Nassau-Saarbrücken (1704–1774)                    |  |  |  |  |  |  |  |  |  |  |  |  |
|  |                                                                |  |  |  |  |  |  |  |  |  |  |  |  |
|  |                                                                |  |  |  |  |  |  |  |  |  |  |  |  |
|  | Maximilian I. Joseph König von Bayern (1756–1825)              |  |  |  |  |  |  |  |  |  |  |  |  |
|  |                                                                |  |  |  |  |  |  |  |  |  |  |  |  |
|  |                                                                |  |  |  |  |  |  |  |  |  |  |  |  |
|  | Joseph Karl von Pfalz-Sulzbach (1694–1729)                     |  |  |  |  |  |  |  |  |  |  |  |  |
|  |                                                                |  |  |  |  |  |  |  |  |  |  |  |  |
|  |                                                                |  |  |  |  |  |  |  |  |  |  |  |  |
|  | Maria Franziska von Pfalz-Sulzbach (1724–1794)                 |  |  |  |  |  |  |  |  |  |  |  |  |
|  |                                                                |  |  |  |  |  |  |  |  |  |  |  |  |
|  |                                                                |  |  |  |  |  |  |  |  |  |  |  |  |
|  | Elisabeth Auguste Sofie von der Pfalz (1693–1728)              |  |  |  |  |  |  |  |  |  |  |  |  |
|  |                                                                |  |  |  |  |  |  |  |  |  |  |  |  |
|  |                                                                |  |  |  |  |  |  |  |  |  |  |  |  |
|  | Ludwig I. König von Bayern (1786–1868)                         |  |  |  |  |  |  |  |  |  |  |  |  |
|  |                                                                |  |  |  |  |  |  |  |  |  |  |  |  |
|  |                                                                |  |  |  |  |  |  |  |  |  |  |  |  |
|  | Ludwig VIII. Landgraf von Hessen-Darmstadt (1691–1768)         |  |  |  |  |  |  |  |  |  |  |  |  |
|  |                                                                |  |  |  |  |  |  |  |  |  |  |  |  |
|  |                                                                |  |  |  |  |  |  |  |  |  |  |  |  |
|  | Georg Wilhelm von Hessen-Darmstadt (1722–1782)                 |  |  |  |  |  |  |  |  |  |  |  |  |
|  |                                                                |  |  |  |  |  |  |  |  |  |  |  |  |
|  |                                                                |  |  |  |  |  |  |  |  |  |  |  |  |
|  | Charlotte von Hanau-Lichtenberg (1700–1726)                    |  |  |  |  |  |  |  |  |  |  |  |  |
|  |                                                                |  |  |  |  |  |  |  |  |  |  |  |  |
|  |                                                                |  |  |  |  |  |  |  |  |  |  |  |  |
|  | Auguste Wilhelmine von Hessen-Darmstadt (1765–1796)            |  |  |  |  |  |  |  |  |  |  |  |  |
|  |                                                                |  |  |  |  |  |  |  |  |  |  |  |  |
|  |                                                                |  |  |  |  |  |  |  |  |  |  |  |  |
|  | Christian von Leiningen-Dagsburg-Falkenburg (1695–1766)        |  |  |  |  |  |  |  |  |  |  |  |  |
|  |                                                                |  |  |  |  |  |  |  |  |  |  |  |  |
|  |                                                                |  |  |  |  |  |  |  |  |  |  |  |  |
|  | Luise zu Leiningen-Dagsburg-Falkenburg (1729–1818)             |  |  |  |  |  |  |  |  |  |  |  |  |
|  |                                                                |  |  |  |  |  |  |  |  |  |  |  |  |
|  |                                                                |  |  |  |  |  |  |  |  |  |  |  |  |
|  | Katharina Polyxena von Solms-Rödelheim (1702–1765)             |  |  |  |  |  |  |  |  |  |  |  |  |
|  |                                                                |  |  |  |  |  |  |  |  |  |  |  |  |
|  |                                                                |  |  |  |  |  |  |  |  |  |  |  |  |

## Film
- König Ludwig I. und seine Bavaria, ein Film von Bernhard Graf (Buch und Regie), Bayerischer Rundfunk 2018.
- König Ludwig I. Zwischen Kunst, Mätressen und Revolution, ein Film von Bernhard Graf (Buch und Regie), Bayerischer Rundfunk 2025.